# Martin Kratt
 (janvier 2016).
Si vous disposez d'ouvrages ou d'articles de référence ou si vous connaissez des sites web de qualité traitant du thème abordé ici, merci de compléter l'article en donnant les références utiles à sa vérifiabilité et en les liant à la section « Notes et références ».
Pour les articles homonymes, voir Kratt (homonymie).
Martin W. Kratt est un zoologiste américain né à Warren Township, New Jersey, le 23 décembre 1965. Il est aussi créateur de dessins animés, de documentaires pour enfant sur la nature, qu'il crée avec son frère cadet Chris Kratt.

## Réalisation
Avec son frère Chris :
- 1996 : Kratt's Creatures
- 1999 : Zoboomafoo
- 2003-2005 : Soyons bêtes! (Be the Creature)
- 2011-2012 : Les Frères Kratt

## Vie privée
Martin Kratt se marie avec Laura Wilkinson avec qui il a deux enfants Gavin et Ronan, ils ont participé à un caméo dans Wild Kratt Kid's. Martin a une licence de pilote d'avion.